# Grace-Gletscher
Der Grace-Gletscher ist ein Gletscher im Nordwesten Südgeorgiens. Er fließt in nördliche Richtung zur Ample Bay in der Bay of Isles.
Robert Cushman Murphy kartierte den Gletscher bei seinem Besuch Südgeorgiens (1912–1913) an Bord der Brigg Daisy. Er benannte ihn nach seiner Frau Grace Barstow Murphy (1888–1975).